# Compteur (vélo)

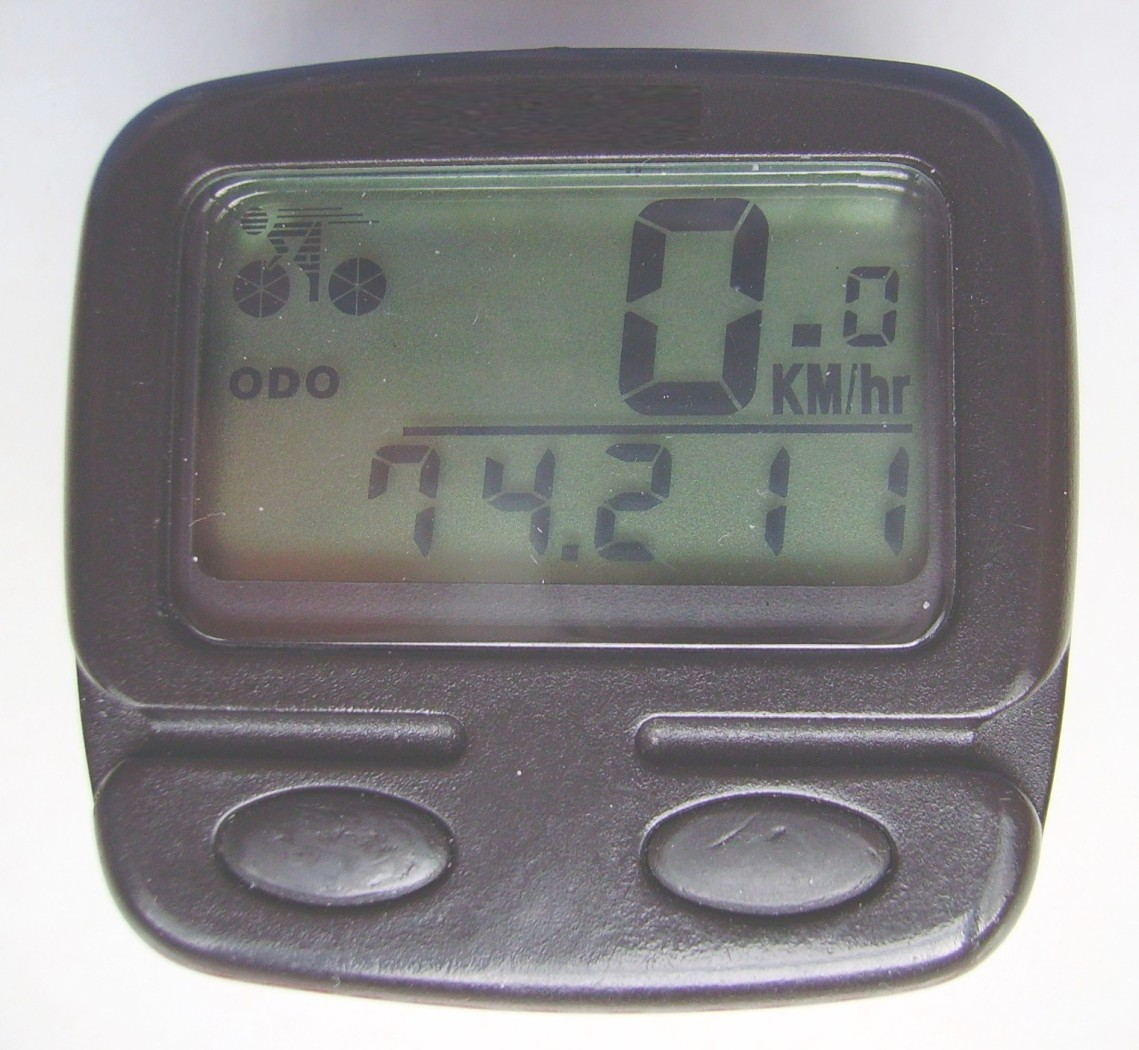
Compteur cycle simple

Un compteur ou cyclomètre désigne un petit appareil fixé au guidon d'une bicyclette ou d'un vélo tout terrain qui indique notamment la distance parcourue.

## Compteur mécanique
Les premiers compteurs étaient mécaniques et fonctionnaient sans pile électrique. Les plus récents se fixaient à un fourreau de la fourche, tout près du moyeu ; un court et fin anneau torique en élastomère transmettait la rotation de la roue avant à deux séries de rouages qui indiquaient les distances totale et partielle. Une molette permettait la remise à zéro de la distance journalière.

## Compteur avec fil
Les compteurs de vélo nécessitent en général une(des) pile(s) à boutons et sont classés « avec fil » ou « sans fil ». L'afficheur (boîtier), de petite taille et pesant une vingtaine de grammes pile incluse, est désormais fixé au guidon du vélo.
La chaîne de mesure comprend un minuscule aimant puissant fixé à un rayon de la roue avant, un capteur fixé à un fourreau de la fourche du vélo et l'afficheur (transmission filaire avec le capteur).

## Compteur sans fil

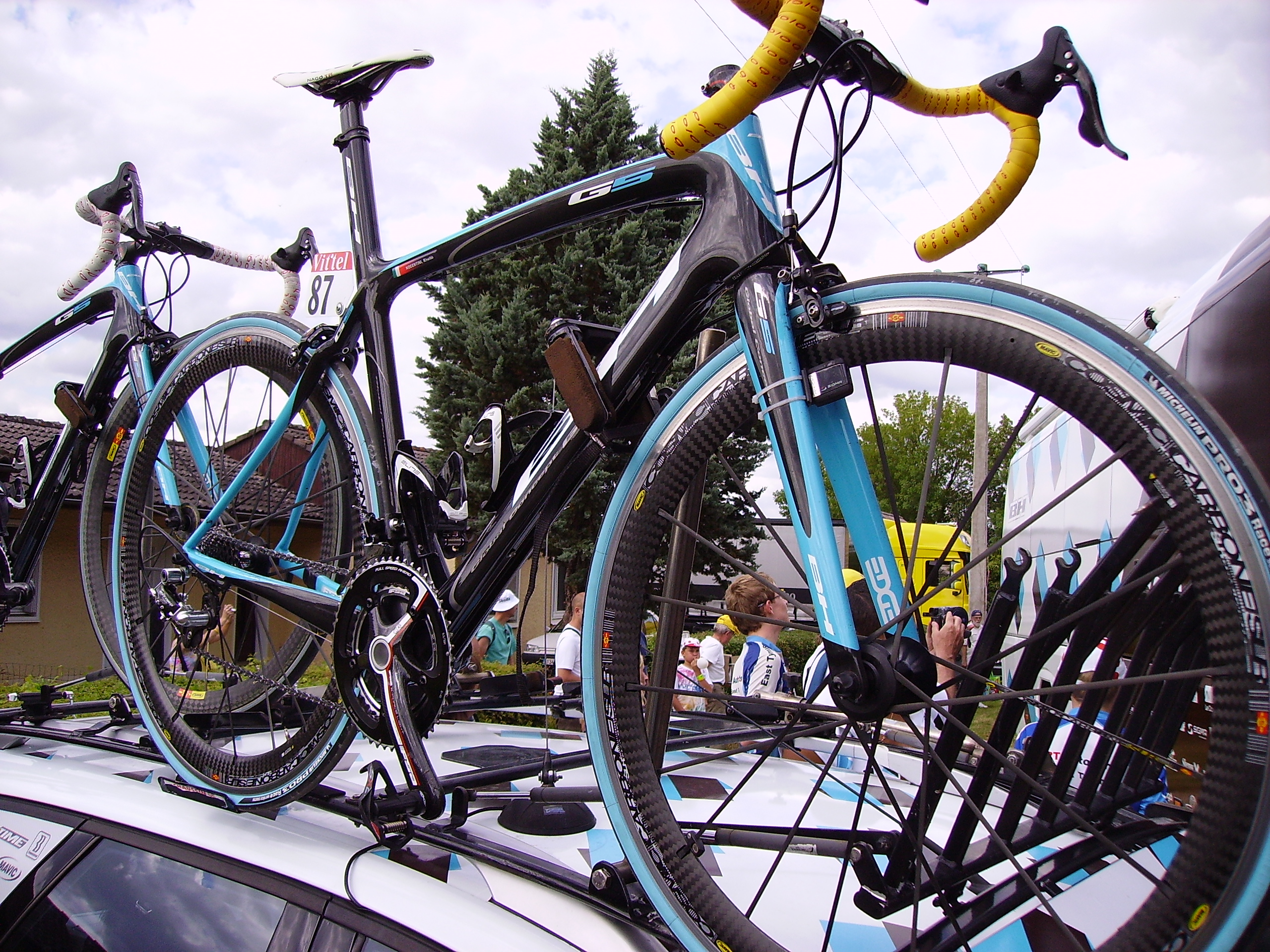
Capteur sans fil à interrupteur magnétique fixé sur un fourreau au moyen d'attaches autobloquantes. L'aimant est fixé sur un rayon.

La transmission entre le capteur (émetteur) et l'afficheur (récepteur) utilise les ondes électromagnétiques. Dans ce cas, le capteur nécessite une alimentation au moyen de pile(s).

## Étalonnage et mesure
Chaque fois que l'aimant passe devant le capteur, une information est transmise à un calculateur. Ce dernier prend en compte la circonférence de la roue (donnée à indiquer à chaque changement de pneu avant) pour réaliser la mesure de distance, dont la précision avoisine 1 ‰. La mesure de la distance séparant plusieurs bornes routières constitue un procédé très fiable d'étalonnage du système.

## Fonctions
Les compteurs les plus courants et les plus économiques offrent cinq à huit « fonctions » :
- distance totale ;
- distance partielle ;
- vitesse instantanée ;
- vitesse moyenne ;
- vitesse maximale ;
- durée de roulage ;
- heure ;
- variation de vitesse (schématisée en général par le symbole « + », « o » ou « - ») par rapport à la vitesse moyenne.

Les plus sophistiqués proposent :
- chronomètre ;
- thermomètre ;
- cadence de pédalage ;
- mesure de la puissance;
- altimètre ;
- dénivelé ;
- GPS ;
- rythme cardiaque (avec une ceinture thoracique) ;
- connexion à des sites web pour comparer les performances du coureur avec celles des autres à travers le monde entier.